# Zagrad, Nikšić
Zagrad este un sat din comuna Nikšić, Muntenegru. Conform datelor de la recensământul din 2003, localitatea are 428 de locuitori (la recensământul din 1991 erau 508 locuitori).

## Demografie
În satul Zagrad locuiesc 334 de persoane adulte, iar vârsta medie a populației este de 37,0 de ani (34,1 la bărbați și 40,1 la femei). În localitate sunt 112 gospodării, iar numărul mediu de membri în gospodărie este de 3,82.
|  |

| Demografie | Demografie | Demografie |
| An         | Locuitori  | Locuitori  |
| ---------- | ---------- | ---------- |
|            |            |            |
|            |            |            |
|            |            |            |
|            |            |            |
| 1948       | 436        |            |
| 1953       | 546        |            |
| 1961       | 594        |            |
| 1971       | 590        |            |
| 1981       | 550        |            |
| 1991       | 508        | 508        |
| 2003       | 434        | 428        |

| \| Componența etnică conform recensământului din 2003[2] \| Componența etnică conform recensământului din 2003[2] \| Componența etnică conform recensământului din 2003[2] \| Componența etnică conform recensământului din 2003[2] \| Componența etnică conform recensământului din 2003[2] \| \| ----------------------------------------------------- \| ----------------------------------------------------- \| ----------------------------------------------------- \| ----------------------------------------------------- \| ----------------------------------------------------- \| \| \| \| \| \| \| \| Muntenegreni \| Muntenegreni \| \| 279 \| 65,18% \| \| Sârbi \| Sârbi \| \| 141 \| 32,94% \| \| necunoscută \| necunoscută \| \| 0 \| 0% \| |              |  |     |        |
| Componența etnică conform recensământului din 2003 |              |  |     |        |
| |              |  |     |        |
| Muntenegreni | Muntenegreni |  | 279 | 65,18% |
| Sârbi | Sârbi        |  | 141 | 32,94% |
| necunoscută | necunoscută  |  | 0   | 0%     |